# Shino-Keramik

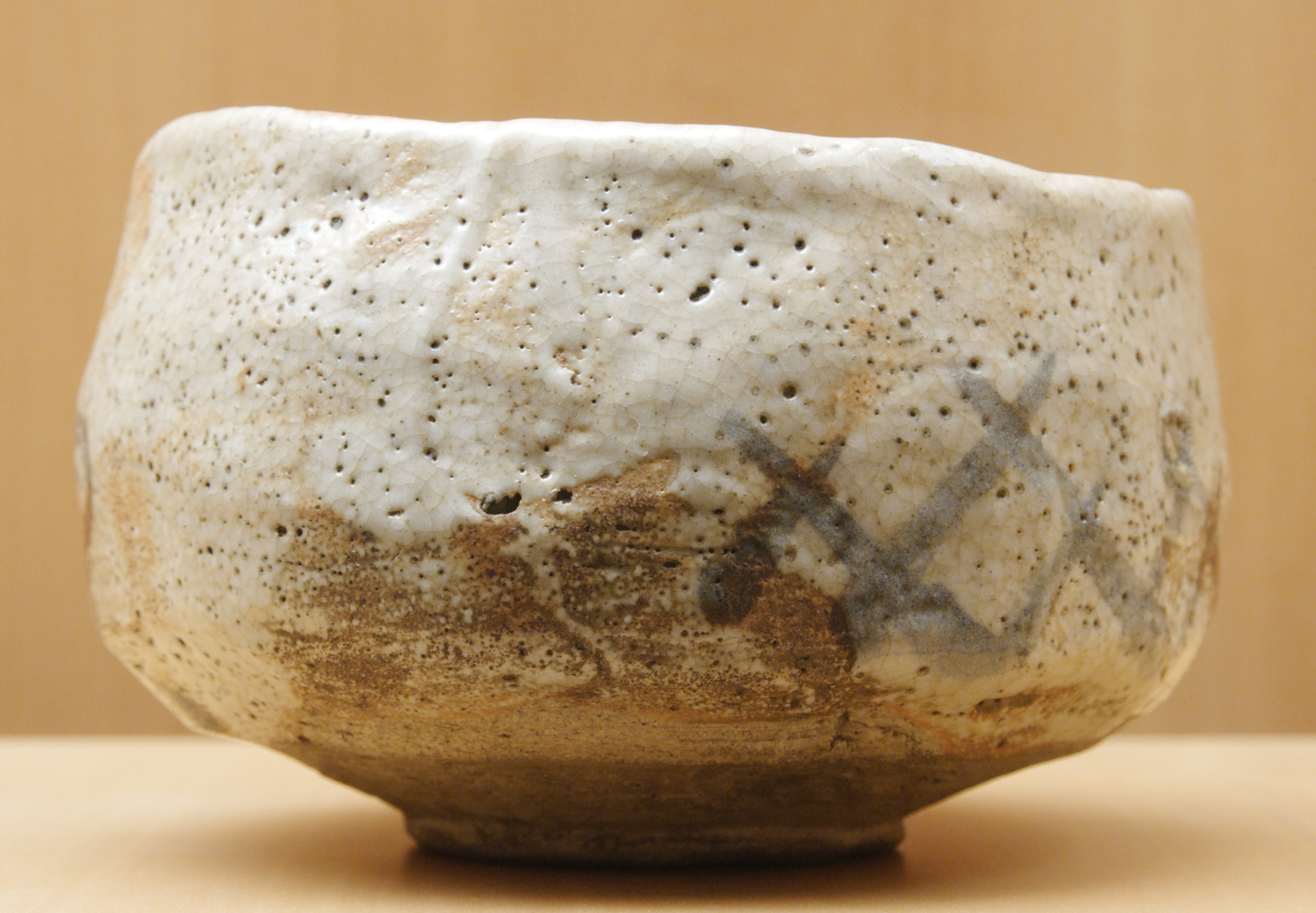
Beispiel einer Shino-Keramik, Teeschale (Musée des Beaux-Arts)

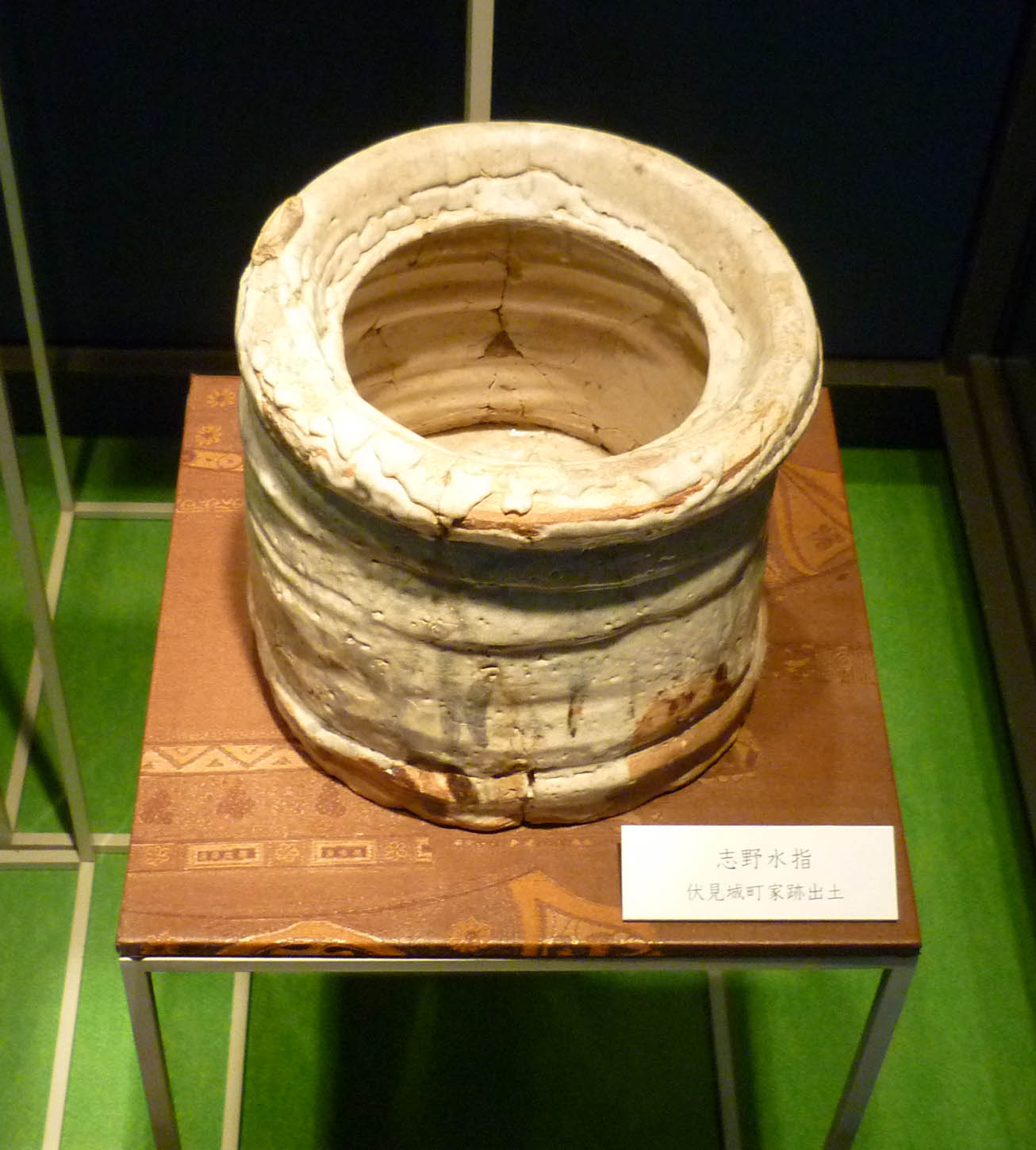
Wassergefäß im Shino-Stil, ausgegraben in der Jōkamachi der Burg Fushimi im Stadtbezirk Fushimi, Kyōto

Shino-Keramik (jap. 志野焼, Shino-yaki) bezeichnet neben der Oribe-Keramik eine Art der Mino-Keramik, die in der Präfektur Gifu (früher: Provinz Mino) seit der Azuchi-Momoyama-Zeit hergestellt wird. Charakteristisch für die Shino-Keramik ist eine weiße Feldspat-Glasur ungleicher Dicke und mit kleinen Nadellöchern und Rissen in der Glasur, die sogenannte „Zitronenhaut“ (青柚肌, yuzuhada). Für Shino-Keramiken wird ein spezieller Moxa-Ton vom gairomenendo (蛙目粘土) Typ verwendet, der in Tunnelöfen (Anagama) bei niedrigen Temperaturen und langer Brenndauer verarbeitet wird. Die Shino-Keramik und die Technik der Herstellung sind in Japan als „Wichtiges immaterielles Kulturgut“ deklariert.

## Überblick
Die Bezeichnung der im 16. Jahrhundert, der Momoyama-Zeit, entstehende Shino-Keramik wird häufig auf den Teemeister und Weihrauchexperten Shino Sōshin (志野宗信, ?–1480) zurückgeführt. Zu den wenigen heute noch erhaltenen Töpferwaren, die vor allem im Umkreis der Städte Kani und Toki gefertigt wurden, gehörten Teeschalen (tenmoku) wie sie in China zur Zeit der Song-Dynastie hergestellt wurden. Ziel der Töpfer war es, durch die opake und weiße Ascheglasur das Aussehen des chinesischen (Seladon)Porzellans nachzuahmen. Diese Keramiken waren noch weitgehend dekorlos. Im Laufe der Zeit entwickelte sich jedoch erstmals eine Form der Unterglasmalerei zu der Eisenoxid verwendet wurde. Feine rot-braune Linien verzierten die Keramiken mit ihrer mausgrau bis weißen Glasur.
Eine der heute raren alten Shino-Keramiken ist die Teeschale U no hanagaki (卯花墻), die zum Nationalschatz erhoben wurde.
Die frühste Verwendung der Bezeichnung „Shino-Teeschale“ ist im Tsuda Sōgyū chatō nikki (津田宗及茶湯日記, etwa „Tagebuch der Teezeremonien Tsuda Sōgyūs“) des Kaufmanns Tsuda Sōgyū zu finden. Dort wird die Bezeichnung zwischen 1553 und 1586 mehr als 200 Mal verwendet.

## Arten der Shino-Keramik
- Dekorlose Shino-Keramik (無地志野, muji shino) ohne Bildmuster oder Verzierung, i. R. lediglich eine weiße dicke Glasur
- Mausgraue Shino-Keramik (鼠志野, nezumi shino) mit durch die Glasur (Engobe) hindurch eingegratzten Verzierungen unter Verwendung verschiedener Metalle, die beim Brennen rötlich-braune oder graue Muster ergeben
- Rote Shino-Keramik (赤志野, aka shino) mit der gleichen Technik wie beim mausgrauen Shino erzeugte, rote Muster
- Pinkfarbene Shino-Keramik (紅志野, beni shino) durch Verwendung von Eisen(III)-oxid und gelblichem Ton in Kombination mit einer roten Glasur auf die Muster aufgetragen werden, entsteht eine pinkfarbene Keramik
- Shino-Keramik mit Bildmustern (絵志野, e-shino) erste Unterglasurbemalung mit Brauneisen- bzw. Limonithaltigen Werkstoffen (sog. oni-ita)
- Shino-Keramik aus Mischton (練り上げ志野, neriage shino) Keramik, die durch Vermengen und Kneten von weißem und rotem Ton hergestellt wird
- Shino-Oribe-Keramik (志野織部, shino oribe) ursprünglich die Vorstufe der Shino-Keramik; heute eine Keramik, die im Unterschied zur alten Shino-Keramik in modernen Mehrkammer-Hangöfen gebrannt wird
- Indigoblaue Shino-Keramik (藍色志野, ai-iro oribe) Neuentwicklung der 1990er Jahre mit indigofarbener Engobe und weißer Glasur[2]